# Tumbler Ridge
Tumbler Ridge är en ort i Kanada.   Den ligger i provinsen British Columbia, i den centrala delen av landet, 3 300 km väster om huvudstaden Ottawa. Tumbler Ridge ligger 830 meter över havet och antalet invånare är 2 454.
Terrängen runt Tumbler Ridge är kuperad. Runt Tumbler Ridge är det mycket glesbefolkat, med 2 invånare per kvadratkilometer.. Det finns inga andra samhällen i närheten.
I omgivningarna runt Tumbler Ridge växer i huvudsak barrskog.